# Dipterocarpus caudatus
Dipterocarpus caudatus är en tvåhjärtbladig växtart. Dipterocarpus caudatus ingår i släktet Dipterocarpus och familjen Dipterocarpaceae.

## Underarter
Arten delas in i följande underarter:
- D. c. caudatus
- D. c. penangianus